# Episodi de L'impareggiabile giudice Franklin (seconda stagione)
La seconda stagione della serie televisiva L'impareggiabile giudice Franklin è stata trasmessa in anteprima negli Stati Uniti d'America dalla CBS tra il 24 settembre 1977 e il 25 marzo 1978.
| nº | Titolo originale                | Titolo italiano | Prima TV USA      | Prima TV Italia |
| -- | ------------------------------- | --------------- | ----------------- | --------------- |
| 1  | Civil Disobedience              |                 | 24 settembre 1977 |                 |
| 2  | The Prodigal Father Returns     |                 | 1º ottobre 1977   |                 |
| 3  | Walter Screws Up                |                 | 8 ottobre 1977    |                 |
| 4  | Dream Maker                     |                 | 15 ottobre 1977   |                 |
| 5  | Skin Game                       |                 | 22 ottobre 1977   |                 |
| 6  | The Taking of Reubner 1-2-3     |                 | 29 ottobre 1977   |                 |
| 7  | Love vs. Excitement             |                 | 5 novembre 1977   |                 |
| 8  | New Found Franklin              |                 | 12 novembre 1977  |                 |
| 9  | Franklin vs. Casanova           |                 | 26 novembre 1977  |                 |
| 10 | Bobby vs. Michael               |                 | 10 dicembre 1977  |                 |
| 11 | Franklin vs. the Generation Gap |                 | 17 dicembre 1977  |                 |
| 12 | The Sylvia Needleman Experience |                 | 24 dicembre 1977  |                 |
| 13 | Kids' Rights                    |                 | 7 gennaio 1978    |                 |
| 14 | Bobby and Brian                 |                 | 14 gennaio 1978   |                 |
| 15 | I Live to Dance                 |                 | 21 gennaio 1978   |                 |
| 16 | Philadelphia Triangle           |                 | 28 gennaio 1978   |                 |
| 17 | Twice Is Not Enough             |                 | 4 febbraio 1978   |                 |
| 18 | Eyes of the Law                 |                 | 11 febbraio 1978  |                 |
| 19 | Phantom of the Poconos          |                 | 18 febbraio 1978  |                 |
| 20 | Adios, Mr. Chips                |                 | 4 marzo 1978      |                 |
| 21 | The Way It Was                  |                 | 11 marzo 1978     |                 |
| 22 | Wyatt Loves Bonnie              |                 | 25 marzo 1978     |                 |